# Actinomicosi
Per  actinomicosi  in campo medico, si intende un'infezione batterica purulenta e cronica granulomatosa locale o sistemica.

## Quadro clinico
Generalmente si presenta come una lesione dolorosa ascessualizzata contenente ingenti quantità di pus.
Fra i sintomi e i segni clinici si ritrovano generalmente perdita di peso, astenia, febbre, dolore, lesioni al viso ed al collo, anche più raramente ai polmoni ed al seno.

## Eziologia
Tale infezione è provocata da actinomiceti anaerobi, batteri Gram positivi, che si sviluppano all'interno dei tessuti apparendo in forma di granulomi.
Molti sono gli actinomiceti che causano tale disturbo, fra cui:
- Actinomyces israelii;[2]
- Actinomyces bovis;[3]
- Actinomyces naeslundii;[4]
- Actinomyces odontolyticus;[5]
- Actinomyces viscosus;[6]
- Actinomyces propionicus;[7]

## Tipologia
A seconda dell'agente eziologico e al luogo in cui si manifesta l'infezione esistono varie forme di actinomicosi:
- polmonare
- cervicofacciale, la forma più frequente (55-60% dei casi)[8]
- toracica
- addominale

## Esami
Viene sospettata attraverso la tomografia computerizzata o la ecografia che risultano utili per comprendere la forma, mentre non si deve ricorrere all'agobiopsia epatica. Una conferma della diagnosi avviene tramite l'osservazione diretta al microscopio.

## Terapia
Somministrazione di penicillina V (2,4 g PO QD) e di tetracicline. Mentre per i casi più gravi l'uso di penicillina G o ampicillina per un tempo non inferiore alle 6 settimane. Altre somministrazioni prevedono l'uso di ceftriaxone, cloramfenicolo e doxiciclina

## Profilassi
Come atto preventivo si deve riguardare l'igiene orale.